# قبیله‌گرایی

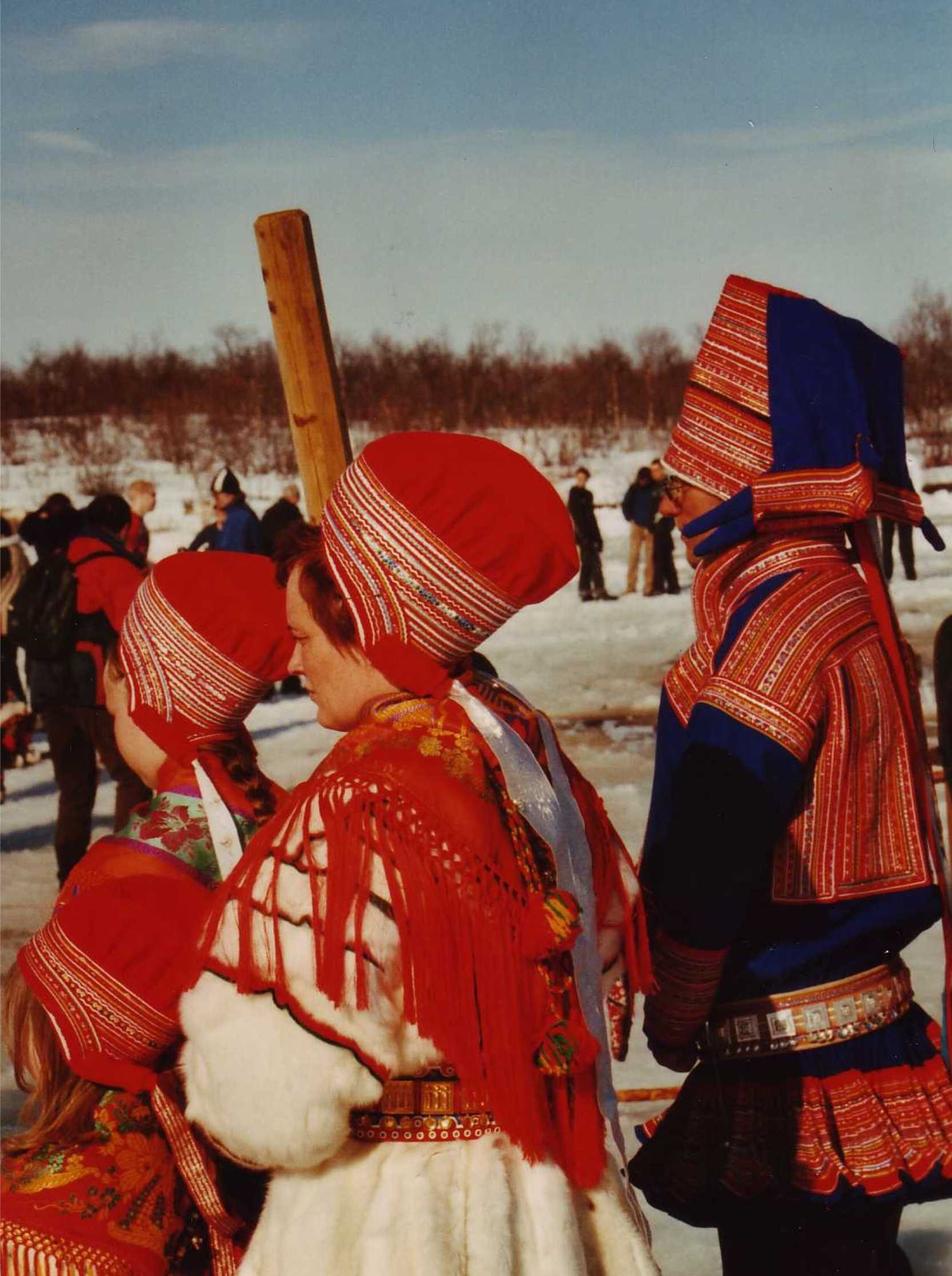
خانواده سامی با لباس سنتی، مردم سامی در منطقه لاپ‌لند ساکن هستند.

قبیله گرایی یا تریبالیسم (به انگلیسی: Tribalism) تفکر سازماندهی یک قبیله یا قبایل برای دفاع و حمایت افراد عضو آن قبیله یا قبایل
را گویند. همچنین قبیله گرایی را می‌توان روش تفکر یا رفتار گروهی از مردم که زیرمجموعه یک قبیله یا نژاد خاص هستند تفسیر کرد که وفاداریشان به قبیله خود را به وفاداری آنها به دوستانشان، کشورشان یا گروهی خاص از مردم جامعه‌شان ترجیح می‌دهد.
ساختار اجتماعی قبایل بسته به هر نوع قبیله و مورد خاص می‌توانند تا حد زیادی متفاوت باشند اما با توجه به اینکه معمولاً قبایل که می‌توانند زیرشاخه قبایل بزرگتری باشند دارای ابعاد کوچک و کم‌تعدادی هستند دارای یک نقش و ساختار ساده می‌باشند که دارای تمایزات زیاد اجتماعی بین افراد قبیله است.
قبیله گرایی مستلزم در اختیار داشتن یک هویت فرهنگی یا قومی قوی است که یک عضو از یک گروه از اعضای گروه دیگر را از هم جدا می‌سازد. این یک پیش شرط برای اعضای یک قبیله جهت داشتن یک احساس قوی از هویت یک جامعه قبیله‌ای به فرم واقعی است.